# Bisdom Maastricht

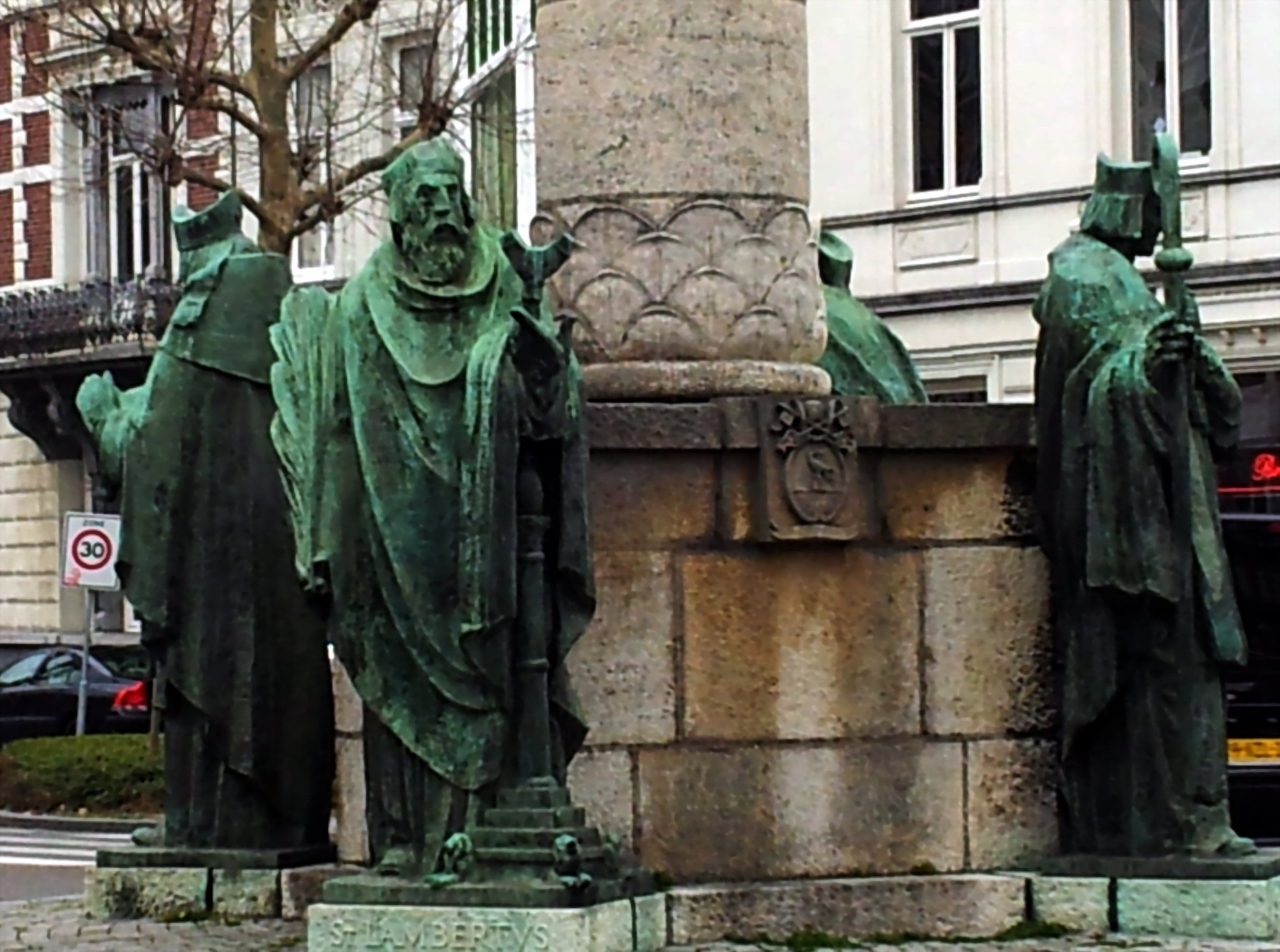
Kruispunt Stationsstraat/Wilhelminasingel: detail Mariamonument met beelden van vier bisschoppen van Maastricht. Links: Lambertus; rechts: Servatius

Het bisdom Maastricht (Latijn: Traiectum ad Mosam), ook wel bisdom Tongeren-Maastricht-Luik genoemd, is een voormalig bisdom van de Rooms-Katholieke Kerk dat in de vroege middeleeuwen Maastricht als hoofdzetel had en waaruit later het bisdom Luik is ontstaan.

## Geschiedenis
De 6e-eeuwse geschiedschrijver Gregorius van Tours verhaalde in zijn Historia Francorum hoe de van oorsprong Armeense bisschop Servatius van Tongeren aan het einde van zijn leven naar Maastricht reisde, aldaar stierf en er langs de (Romeinse) heerweg begraven werd. Volgens middeleeuwse interpretaties van de tekst van Gregorius van Tours zou Servaas in 384 de bisschopszetel naar Maastricht hebben overgebracht. Door gebrek aan historische bronnen kan hierover echter niets met zekerheid worden gezegd.
In 535 ondertekende Domitianus van Hoei de acta van het Concilie van Auvergne als bisschop van de kerk der Tungri, "quod e[s]t Traiecto" (wat te Maastricht is). Dit is de eerste historische bron die naar het bisdom Maastricht verwijst. Voor die tijd wordt meestal gesproken over het "bisdom der Tungri", hoewel de zetel toen al mogelijkerwijs in Maastricht stond. De geschiedenis van het bisdom Maastricht tot aan het begin van de 6e eeuw berust louter op apocriefe teksten en latere reconstructies. Volgens de 10e-eeuwse geschiedschrijver Heriger van Lobbes vond de overbrenging van de bisschopszetel van Tongeren naar Maastricht pas in de tweede helft van de 6e eeuw plaats door bisschop Monulfus, maar dit lijkt door historische feiten te worden tegengesproken. In de traditionele visie was het bisschop Hubertus die de zetel in 722 overbracht van Maastricht naar Luik. Sommige auteurs veronderstellen dat dit later (eind 8e, begin 9e eeuw) plaatsvond. In elk geval bleven de bisschoppen ook na 722 de titel episcopus tungrensus gebruiken. De laatste vermelding van Maastricht als bisschopszetel dateert van 682. In 835 wordt Luik voor het eerst als bisschopszetel aangeduid. Het bisdom Luik ontwikkelde zich in de 10e eeuw tot het machtige prinsbisdom Luik, waaruit in de Franse tijd het nieuwe, geestelijke bisdom Luik ontstond. De stad Maastricht werd in 1841, evenals de rest van Nederlands Limburg, losgemaakt van het bisdom Luik, en maakt vanaf 1853 deel uit van het in dat jaar heropgerichte bisdom Roermond.

## Territorium

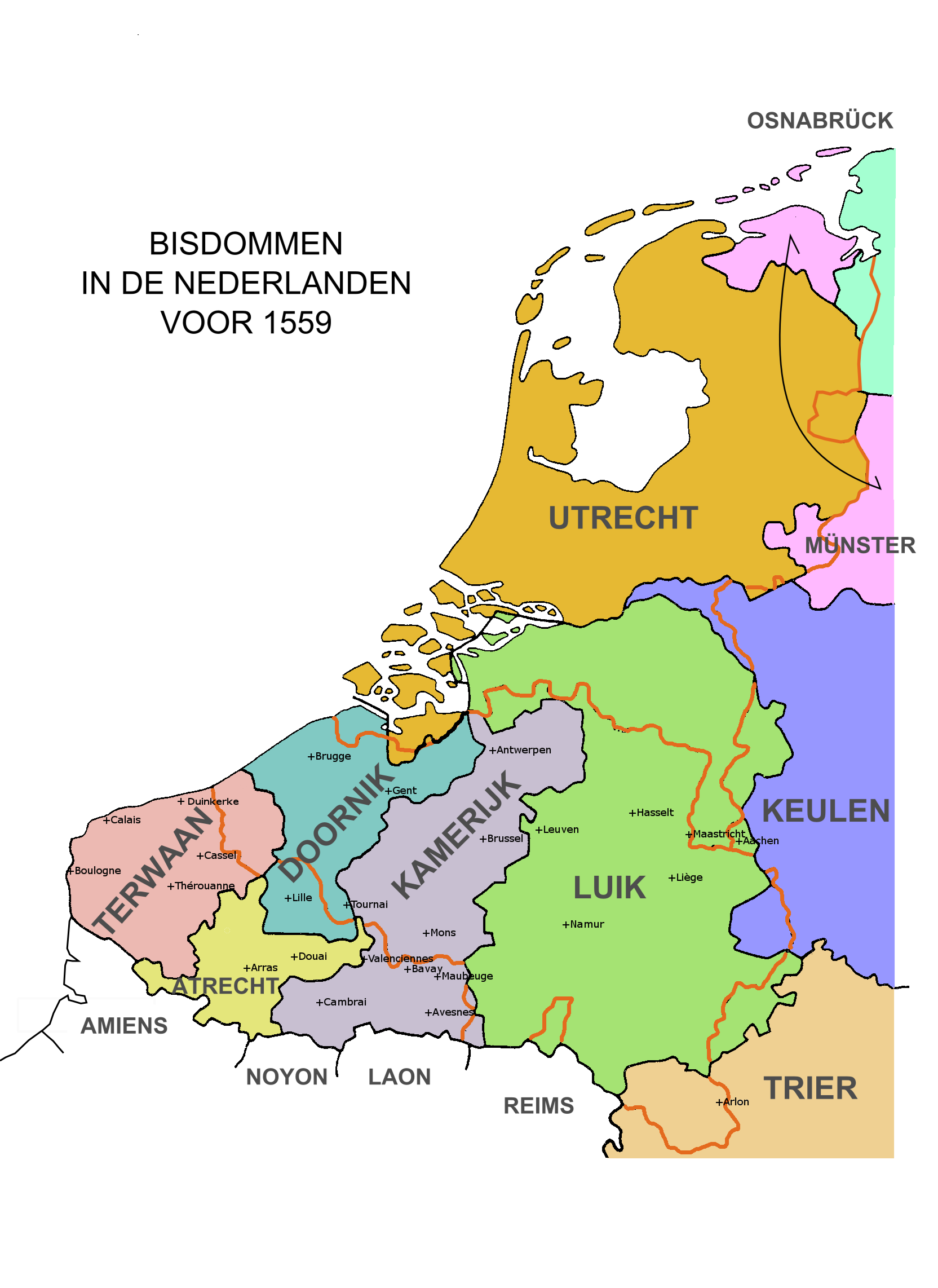
Het territorium van het bisdom Maastricht kwam waarschijnlijk overeen met het bisdom Luik voor 1559

Over de grenzen van het bisdom Maastricht kan weinig met zekerheid gezegd worden. Wellicht geven de grenzen van het latere, geestelijk bisdom Luik – dat veel groter was dan het wereldlijk prinsbisdom Luik – een indicatie van de omvang van het diocees. In dat geval behoorden grote delen van de huidige Belgische provincies Luik en Limburg, en van de Nederlandse provincies Limburg en Noord-Brabant, alsmede kleinere delen van de provincies Luxemburg, Namen, Waals Brabant, Vlaams Brabant, Antwerpen en het gebied rondom de stad Aken tot het territorium waarover de Maastrichtse bisschoppen gezag uitoefenden.
Bisschop Falco van Maastricht wordt genoemd in een brief van bisschop Remigius van Reims, waarin de laatste zich beklaagt over Falco, die zich bepaalde rechten in Mouzon (op de grens van de bisdommen Reims en Tongeren-Maastricht) zou hebben toegeëigend. Ook in latere eeuwen lag Mouzon precies op de grens van het bisdom Reims en het bisdom Luik. Van de bisschoppen Domitianus, wellicht de opvolger van Falco, en Joannes Agnus is bekend dat ze actief waren in de omgeving van Hoei, waar ze ook beiden begraven wilden worden. Perpetuus zou in de omgeving van Dinant gewerkt hebben en Amandus, die maar heel kort bisschop van Maastricht was, wordt gezien als de apostel van Vlaanderen, wat echter geen indicatie kan zijn voor de omvang van het bisdom Maastricht, aangezien hij toen al afstand had gedaan van de bisschopszetel.

## Bisschopskerk
Onbekend is waar de kathedraal van het bisdom Maastricht stond. In de middeleeuwen twistten de kapittels van de Sint-Servaaskerk en de Onze-Lieve-Vrouwekerk al over deze vraag, maar onomstootbaar bewijs is tot op heden niet gevonden. Voor de Sint-Servaaskerk spreekt dat in deze kerk zich de graven van de bisschoppen Servatius, Monulfus en Gondulfus bevinden en dat het kapittel van Sint-Servaas eeuwenlang tot de machtigste instellingen in het Heilige Roomse Rijk behoorde. Voor de Onze-Lieve-Vrouwekerk spreekt dat deze kerk zich binnen de muren van het oude Romeinse castrum bevindt, dat ze net als de eerdere bisschopskerk van Tongeren het patrocinium van Maria draagt, en dat de kerk ook in later eeuwen nauwe banden onderhield met de Luikse bisschoppen. Terwijl tot voor enige jaren bij historici consensus leek te bestaan over een voorloper van de Onze-Lieve-Vrouwebasiliek als waarschijnlijke bisschopskerk, zijn recent weer argumenten naar voren gebracht ten faveure van de bisschopszetel in een vroeg-middeleeuwse voorganger van de Sint-Servaasbasiliek.

## Titulair bisdom
In 1971 werd het bisdom Maastricht heropgericht als titulair (aarts)bisdom. Het titulair (aarts)bisdom Maastricht is tot nu toe vier keer, met onderbrekingen, bezet geweest.